# Persephonaster asper
Persephonaster asper is een kamster uit de familie Astropectinidae.
De wetenschappelijke naam van de soort werd in 1914 gepubliceerd door Seitaro Goto. De exemplaren waarop de beschrijving gebaseerd werd, kwamen uit de buurt van Misaki (nu Miura), van dieptes tussen 160 en 1120 meter.